# Uri Maklev
Uri Maklev (hebrejsky אורי מקלב, celým jménem ישראל מאיר אורי מקלב, Jisra'el Me'ir Uri Maklev) je izraelský politik a poslanec Knesetu za stranu Sjednocený judaismus Tóry.

## Biografie
Narodil se 10. ledna 1957. Bydlí v Jeruzalému, je ženatý, má pět dětí. Absolvoval náboženská studia na školách typu ješiva, je rabínem, studoval židovské právo. Hovoří jidiš.

## Politická dráha
Má za sebou působení v samosprávě města Jeruzalém i jako místostarosta Jeruzaléma. Je členem správní rady vodovodní a kanalizační společnosti v Jeruzaléme a organizace Jerusalem International Convention Center.
Do Knesetu nastoupil po volbách roku 2006, ve kterých kandidoval za stranu Sjednocený judaismus Tóry, respektive za její součást Degel ha-Tora, která hájí zájmy ultraortodoxních Židů. Ve funkčním období 2006–2009 byl členem parlamentního výboru pro ekonomické záležitosti, výboru pro vědu a technologie, výboru pro zahraniční dělníky a petičního výboru. Mandát obhájil ve volbách roku 2009. Po nich se stal místopředsedou parlamentu, předsedou petičního výboru a členem výboru pro zahraniční záležitosti a obranu a výboru pro ústavu, právo a spravedlnost.
Ve volbách v roce 2013 svůj mandát obhájil. Mandát obhájil rovněž ve volbách v roce 2015.